# Municipio de Wheatland (condado de Sanilac)
El municipio de Wheatland (en inglés: Wheatland Township) es un municipio ubicado en el condado de Sanilac en el estado estadounidense de Míchigan. En el año 2010 tenía una población de 488 habitantes y una densidad poblacional de 5,18 personas por km².

## Geografía
El municipio de Wheatland se encuentra ubicado en las coordenadas 43°33′20″N 82°48′33″O / 43.55556, -82.80917. Según la Oficina del Censo de los Estados Unidos, el municipio tiene una superficie total de 94.28 km², de la cual 94,12 km² corresponden a tierra firme y (0,16 %) 0,15 km² es agua.

## Demografía
Según el censo de 2010, había 488 personas residiendo en el municipio de Wheatland. La densidad de población era de 5,18 hab./km². De los 488 habitantes, el municipio de Wheatland estaba compuesto por el 93,24 % blancos, el 1,64 % eran amerindios, el 2,66 % eran de otras razas y el 2,46 % eran de una mezcla de razas. Del total de la población el 4,3 % eran hispanos o latinos de cualquier raza.